# Mesotopus tarandus
Mesotopus tarandus is een keversoort uit de familie vliegende herten (Lucanidae). De wetenschappelijke naam van de soort is voor het eerst geldig gepubliceerd in 1787 door Swederus.

## Kenmerken
Deze kever heeft een groot, glanzend zwart lichaam, een grote kop met gekromde kaken en rechthoekig geknikte antennen.

## Verspreiding
Deze soort komt voor in Afrika.